# Darnets
Darnets est une commune française située dans le département de la Corrèze et la région Nouvelle-Aquitaine. Le nom a eu une orthographe variable : Darnets et Darnetz au XIXe siècle et avant.

## Géographie
Commune située dans le Massif central sur le plateau de Millevaches dans le parc naturel régional de Millevaches en Limousin

### Communes limitrophes
Les communes limitrophes sont  Combressol, Lamazière-Basse, Maussac, Moustier-Ventadour, Palisse, Soudeilles et Égletons.

### Climat
Pour des articles plus généraux, voir Climat de la Nouvelle-Aquitaine et Climat de la Corrèze.
Historiquement, la commune est exposée à un climat montagnard.  
En 2020, Météo-France publie une typologie des climats de la France métropolitaine dans laquelle la commune est exposée à un climat de montagne et est dans la région climatique  Ouest et nord-ouest du Massif Central, caractérisée par une pluviométrie annuelle de 900 à 1 500 mm, maximale en automne et en hiver.
Pour la période 1971-2000, la température annuelle moyenne est de 9,9 °C, avec  une amplitude thermique annuelle de 15 °C. Le cumul annuel moyen de précipitations est de 1 273 mm, avec 14,4 jours de précipitations en janvier et 8,3 jours en juillet. Pour la période 1991-2020, la température moyenne annuelle observée sur la station météorologique la plus proche, située sur la commune d'Égletons à 6 km à vol d'oiseau, est de 10,6 °C et le cumul annuel moyen de précipitations est de 1 428,5 mm,. Pour l'avenir, les paramètres climatiques de la commune estimés pour 2050 selon différents scénarios d’émission de gaz à effet de serre sont consultables sur un site dédié publié par Météo-France en novembre 2022.

### Urbanisme
Le P.L.U.I. (Plan Local d'Urbanisme Intercommunal), applicable depuis février 2020, définit un découpage de la Commune de Darnets en zones ayant chacune une appellation précise : Ua, Ub, Naturelle, Agricole, etc.
À chacune de ces zones correspond un règlement définissant les autorisations et les interdiction concernant les constructions et leurs abords (les types de construction,les volumes,les matériaux, les pentes de toit, etc.). Chaque règlement est d'une lecture facile et suffisamment exhaustif pour éviter les confusions.
Si vous souhaitez construire un bâtiment neuf, agrandir un bâtiment existant ou le modifier, créer une clôture, refaire une couverture ou des enduits extérieurs, commencez par prendre connaissance du règlement concernant votre zone pour éviter tout désagrément lors del'instruction administrative de votre dossier ou de la réalisation de travaux que vous pensiez exemptés d'autorisation.
Les problèmes les plus fréquemment rencontrés concernent les toitures terrasses,les proportions d'ouverture et leur nature, les pentes et les matériaux de toiture ainsi que les créations de clôtures(celle-ci doivent obligatoirement faire l'objet d'une demande d'autorisation).
Pour obtenir tous les renseignements utiles,vous pouvez:
-      Soit contacter la Mairie où une copie du plan de votre secteur ainsi que du règlement de la zone concernée vous seront remis (vous munir, dans lamesure du possible, des références cadastrales de votre parcelle).
-       Soit aller sur le site https://www.geoportail-urbanisme.gouv.fr/

### Typologie
Au 1er janvier 2024, Darnets est catégorisée commune rurale à habitat dispersé, selon la nouvelle grille communale de densité à 7 niveaux définie par l'Insee en 2022.
Elle est située hors unité urbaine. Par ailleurs la commune fait partie de l'aire d'attraction d'Égletons, dont elle est une commune de la couronne,. Cette aire, qui regroupe 14 communes, est catégorisée dans les aires de moins de 50 000 habitants,.

### Occupation des sols
L'occupation des sols de la commune, telle qu'elle ressort de la base de données européenne d’occupation biophysique des sols Corine Land Cover (CLC), est marquée par l'importance des forêts et milieux semi-naturels (74,6 % en 2018), en diminution par rapport à 1990 (76 %). La répartition détaillée en 2018 est la suivante : 
forêts (73 %), prairies (22,9 %), milieux à végétation arbustive et/ou herbacée (1,6 %), zones industrielles ou commerciales et réseaux de communication (1,3 %), zones agricoles hétérogènes (1,2 %).
L'évolution de l’occupation des sols de la commune et de ses infrastructures peut être observée sur les différentes représentations cartographiques du territoire : la carte de Cassini (XVIIIe siècle), la carte d'état-major (1820-1866) et les cartes ou photos aériennes de l'IGN pour la période actuelle (1950 à aujourd'hui).

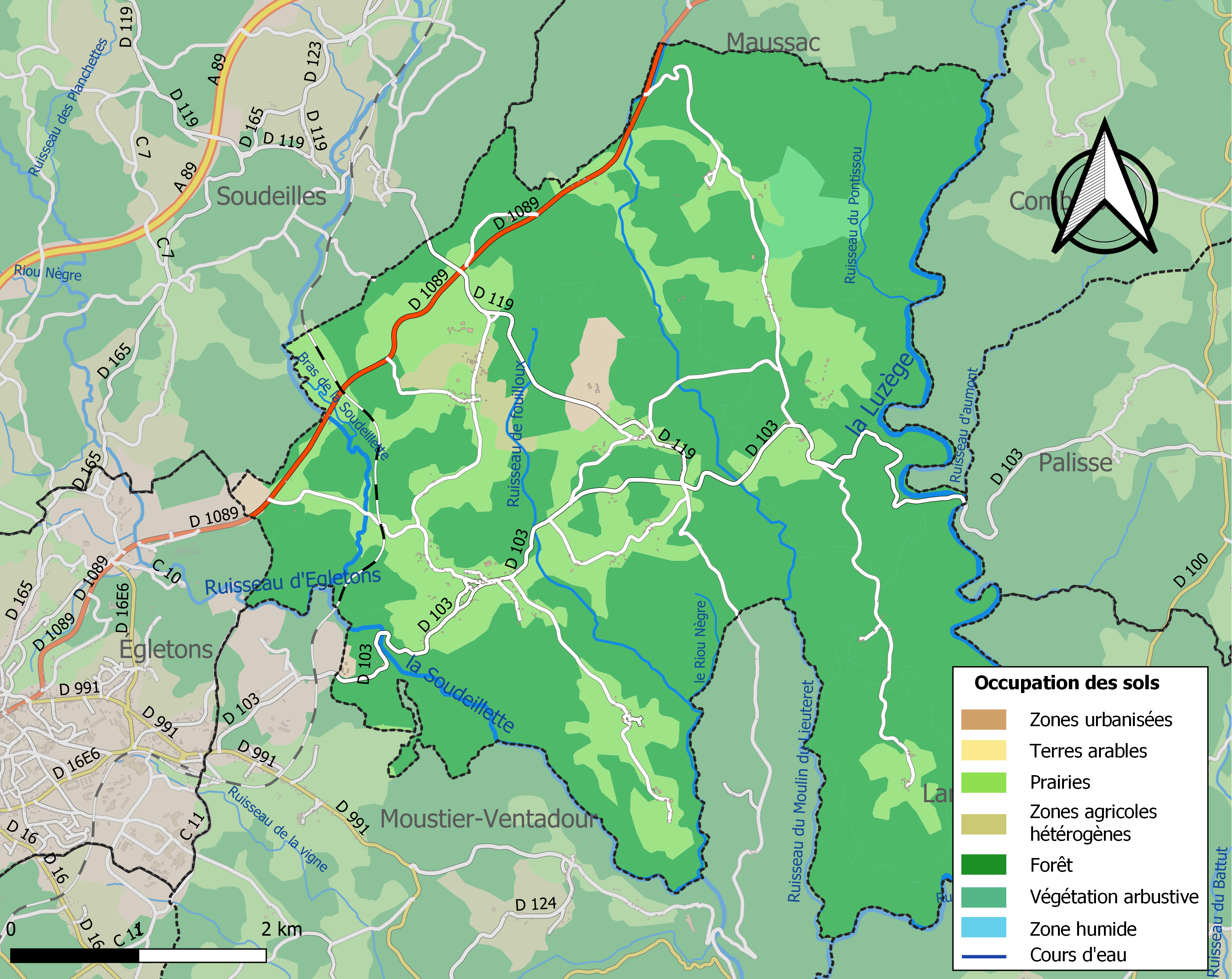
Carte des infrastructures et de l'occupation des sols de la commune en 2018 (CLC).

### Toponymie
Darnets est un petit village français situé dans le département de la Corrèze et la région de la Nouvelle-Aquitaine (anciennement région Limousin). Ses habitants sont appelés les Darnetziens et les Darnetziennes.
La commune s'étend sur 25,4 km² et compte 369 habitants depuis le dernier recensement de la population datant de 2005. Avec une densité de 14,5 habitants par km², Darnets a connu une hausse de 8,2% de sa population par rapport à 1999.
Entouré par les communes de Soudeilles, Moustier-Ventadour et  Maussac, Darnets est situé à 6 km au nord-est d'Égletons la plus grande ville des environs.
Situé à 620 mètres d'altitude, la Rivière la Luzège, le Ruisseau de la Gane, le Ruisseau d'Egletons sont les principaux cours d'eau qui traversent la commune de Darnets.
Le maire de Darnets se nomme Monsieur Philippe ROSSIGNOL (mandat 2020-2026).
La commune de Darnets fait partie de la Communauté de communes de Ventadour - Égletons - Monédières.
Darnets est une commune du parc naturel régional de Millevaches en Limousin.

Pour toutes vos démarches administratives, vous pouvez vous rendre à la mairie de Darnets située Bourg aux horaires d'ouverture indiqués sur cette page. Vous pouvez aussi contacter la mairie par téléphone ou par courrier électronique grâce à l'adresse e-mail de la mairie indiquée ci-dessous.

### Risques majeurs
Le territoire de la commune de Darnets est vulnérable à différents aléas naturels : météorologiques (tempête, orage, neige, grand froid, canicule ou sécheresse), feux de forêts, mouvements de terrains et séisme (sismicité très faible). Il est également exposé à deux risques particuliers : le risque minier et le risque de radon. Un site publié par le BRGM permet d'évaluer simplement et rapidement les risques d'un bien localisé soit par son adresse soit par le numéro de sa parcelle.

#### Risques naturels

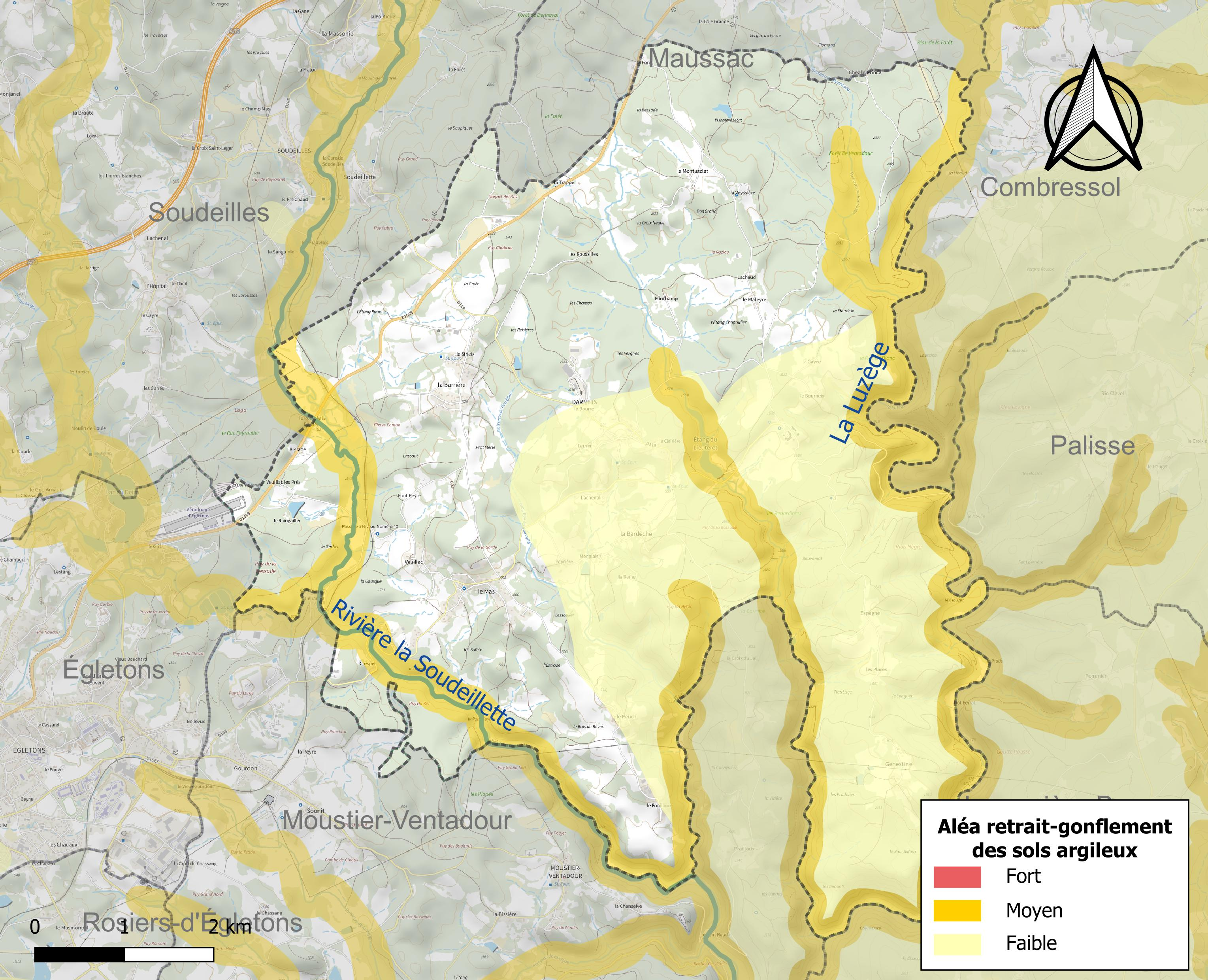
Carte des zones d'aléa retrait-gonflement des sols argileux de Darnets.

La commune est vulnérable au risque de mouvements de terrains constitué principalement du retrait-gonflement des sols argileux. Cet aléa est susceptible d'engendrer des dommages importants aux bâtiments en cas d’alternance de périodes de sécheresse et de pluie. 19,6 % de la superficie communale est en aléa moyen ou fort (26,8 % au niveau départemental et 48,5 % au niveau national). Sur les 226 bâtiments dénombrés sur la commune en 2019, quatre sont en aléa moyen ou fort, soit 2 %, à comparer aux 36 % au niveau départemental et 54 % au niveau national. Une cartographie de l'exposition du territoire national au retrait gonflement des sols argileux est disponible sur le site du BRGM,.
Concernant les feux de forêt, aucun plan de prévention des risques incendie de forêt (PPRIF) n’a été établi en Corrèze, néanmoins le code de l’urbanisme impose la prise en compte des risques dans les documents d’urbanisme. Le périmètre des servitudes d'utilité publique et des zones d'obligation légale de débroussaillement pour les particuliers est quant à lui défini pour la commune dans une carte dédiée. 

#### Risques particuliers
La commune est  concernée par le risque minier, principalement lié à l’évolution des cavités souterraines laissées à l’abandon et sans entretien après l’exploitation de mines. 
Dans plusieurs parties du territoire national, le radon, accumulé dans certains logements ou autres locaux, peut constituer une source significative d’exposition de la population aux rayonnements ionisants. Certaines communes du département sont concernées par le risque radon à un niveau plus ou moins élevé. Selon la classification de 2018, la commune de Darnets est classée en zone 3, à savoir zone à potentiel radon significatif. 

## Histoire
Paroisse dépendant du prieuré de Bonnesaigne et possédant quatre vicairies[réf. nécessaire].
Parmi les seigneurs du château du Lieuteret, on note Annet de Soudeilles[réf. nécessaire], ami du duc Henri II de Montmorency, qui fut décapité sur ordre de Richelieu.

## Politique et administration
| Liste des Maires successifs de DARNETS | Liste des Maires successifs de DARNETS | Liste des Maires successifs de DARNETS |
| -------------------------------------- | -------------------------------------- | -------------------------------------- |
| Périodes                               | Périodes                               | Identité                               |
| 1947                                   | 1989                                   | Henri CONTINSOUZA                      |
| 1989                                   | 2004                                   | Alain BRETTE                           |
| 2004                                   | 2010                                   | Philippe ROSSIGNOL                     |
| 2010                                   | 3/2016                                 | Valentin CORDERO                       |
| 3/6/2016                               | 26/5/2020                              | Jean-Louis FAURE                       |
| 26/5/2020                              |                                        | Philippe ROSSIGNOL                     |

## Démographie
| 1793 | 1800 | 1806 | 1821 | 1831 | 1836 | 1841 | 1846 | 1851 |
| ---- | ---- | ---- | ---- | ---- | ---- | ---- | ---- | ---- |
| 820  | 630  | 873  | 830  | 900  | 947  | 890  | 924  | 957  |

| 1856 | 1861 | 1866 | 1872 | 1876 | 1881 | 1886  | 1891 | 1896 |
| ---- | ---- | ---- | ---- | ---- | ---- | ----- | ---- | ---- |
| 960  | 932  | 945  | 928  | 968  | 978  | 1 015 | 960  | 831  |

| 1901 | 1906 | 1911 | 1921 | 1926 | 1931 | 1936 | 1946 | 1954 |
| ---- | ---- | ---- | ---- | ---- | ---- | ---- | ---- | ---- |
| 802  | 800  | 743  | 629  | 566  | 502  | 534  | 427  | 330  |

| 1962 | 1968 | 1975 | 1982 | 1990 | 1999 | 2005 | 2006 | 2010 |
| ---- | ---- | ---- | ---- | ---- | ---- | ---- | ---- | ---- |
| 291  | 283  | 279  | 321  | 304  | 341  | 336  | 344  | 346  |

| 2015 | 2020 | 2022 | - | - | - | - | - | - |
| ---- | ---- | ---- | - | - | - | - | - | - |
| 361  | 323  | 309  | - | - | - | - | - | - |

## Culture locale et patrimoine

### Lieux et monuments
La commune de Darnets comporte plusieurs monuments à découvrir :
- Les vestiges gallo-romains à la Bourre.
- La villa et cuve romaine au château de Fontmartin XVe siècle.
- L'église paroissiale Saint-Maurice avec quelques fondements romans remaniée au XVIe siècle et sans doute au XVIIIe siècle : la restauration de 1966 a mis au jour un grand nombre de blasons peints de familles locales ; le clocher-mur avec contreforts formant auvent devant le porche. L'édifice a été classé au titre des monuments historiques en 1923[24].
- Le cimetière établi en amphithéâtre face à l'église.
- L'ancienne croix polychrome du XVe siècle sous abri à proximité.
- Le château du Lieuteret : édifice très classique, avec corps de bâtiment entre deux ailes en retour, construit au milieu du XVIIe siècle sur les ruines d'un château plus ancien et aménagé et embelli au XVIIIe siècle : avec ses communs, sa chapelle dans l'aile Est, ses chambres et son petit cabinet dans l'aile Ouest.

### Personnalités liées à la commune
- Henry, Michel (I et II) et Antoine Cibille, peintres limousins du XVIIe siècle, originaires de Darnets[25].
- Antoine-François Arthur de Vaublanc, (1804-1868), châtelain du Lieuteret, ancien conseiller général de l'Ain, fut maire de Darnets vers 1860[26],[27].
- Raymond de Vaublanc, (1841-1899), châtelain du Lieuteret, chevalier de la Légion d'honneur, ancien maire de Darnets.
- Georges de Vaublanc, (1897-1918), (fils de Raymond de Vaublanc), mort pour la France, le 12 octobre 1918.
- Jacques-Raymond de Tournemire, (1911-1940), (petit-fils de Raymond de Vaublanc), lieutenant au 14e régiment de tirailleurs sénégalais, (14e RTS), mort pour la France le 19 mai 1940.
- Marie-Noëlle Thémereau, présidente du gouvernement de la Nouvelle-Calédonie de 2004 à 2007, est native de Darnets[28].

### Héraldique
Parmi les nombreuses armoiries de l'église de Darnets, certaines sont à éliminer (France, Aubusson, Lévis-Ventadour, Palemarde, Saint-Georges), par contre les armes de Soudeilles et Malengue de Lespinasse peuvent être retenues car, d'une part, elles marquent une des alliances connues — la plus ancienne en 1486 — et, d'autre part, ce sont celles qui sont le plus souvent représentées dans l'église. Seules ou en partition, sculptées ou peintes, les armes de Soudeilles se voient en 31 endroits, les armes de Malengue en 19.
Il n'est pas possible de retenir les armes seules de l'une ou l'autre de ces familles, les premières allant de droit à la commune de Soudeilles, les secondes ayant déjà été adoptées par une autre commune, Le Lonzac.
Étant donné l'ancienneté de l'alliance (1486), d'Antoine de Soudeilles et de Louise de Malengue de Lespinasse, étant donné aussi que les armes en partition Soudeilles-Malengue (ou Malengue-Soudeilles) se voient sculptées dans l'église et peintes en de très nombreux endroits, il semble qu'elles puissent être retenues ensemble comme armoiries de la commune, illustrant ainsi la très belle phrase de catalogue « L'art et la vie au Moyen Âge à travers les blasons et les sceaux », exposition internationale organisée par la direction des Archives de France (Palis Soubise, 1950) : « Les armoiries urbaines où se lit l'histoire des ancêtres sont le visage vivant et éternel de la cité. »
Les armes proposées se lisent : Mi-partie : au 1er échiqueté d'argent et d'azur (qui est Soudeilles), au 2e d'azur à trois poissons d'argent contrepassant (qui est Malengue de Lespinasse).
| Blason de Darnets | Blason  | Mi-parti : au 1er échiqueté d'argent et d'azur de huit tires, au 2e d'azur aux trois poissons d'argent posés en fasce et rangés en pal, le premier et le troisième contrenageant. |
| Blason de Darnets | Détails | Le statut officiel du blason reste à déterminer. |